# 2021 في سوريا
هذه المقالة تتضمن أهم الأحداث التي حدثت في سوريا في عام 2021:

## الحكم
- رئيس الجمهورية – بشار الأسد
- رئيس الحكومة – حسين عرنوس

## الوفيات

### مارس
17: ميادة بسيليس، مُطربة سورية (و.1967).

### أبريل
19: ميشيل كيلو، كاتب وسياسي سوري (و.1940).